# Astralwerks
Astralwerks – amerykańska wytwórnia płytowa, założona w 1993 roku w Nowym Jorku w ramach Caroline Records w celu spopularyzowania w Stanach Zjednoczonych europejskiej muzyki elektronicznej, a zwłaszcza jej tanecznej odmiany. Wytwórnia wydała wówczas płyty takich wykonawców jak: The Future Sound of London, Fatboy Slim i The Chemical Brothers. Od 2018 roku siedziba wytwórni mieści się w Los Angeles. Należy, wraz z kilkoma innymi wytwórniami, do Capitol Music Group, a ten z kolei – do Universal Music Group.

## Historia

### Początki
W 1993 roku nakładem nowojorskiej wytwórni Caroline Records ukazała się kompilacja Excursions in Ambience, zawierająca nagrania głównie europejskich zespołów, takich jak: The Future Sound of London, Ultramarine, Banco de Gaia, Higher Intelligence Agency czy Sub Sub. Wydanie tej kompilacji miało na celu zaprezentowanie nowych brzmień pochodzących z Wielkiej Brytanii i Europy (a także częściowo ze Stanów Zjednoczonych, w przypadku Tranquility Bass z Los Angeles). Za kompilację odpowiadał Brian Long z Caroline wraz z nowojorskim DJ-em Mr. Kleenem. Long nazwał wydawnictwo „przyszłością muzyki elektronicznej”. Albumowi towarzyszył artykuł w The New York Times, poświęcony zawartemu na nim nowemu gatunkowi muzycznemu. W ciągu kilku miesięcy Caroline założyła nową wytwórnię, mającą wydawać nową muzykę elektroniczną – Astralwerks. Rozpoczęła ona działalność 30 lipca 1993 roku, a jej pierwszym wydawnictwem był Tales of Ephidrina, debiutancki album The Future Sound of London (wydany pod pseudonimem Amorphous Androgynous). Pierwszym jej sukcesem komercyjnym stał się natomiast debiutancki album duetu The Chemical Brothers, Exit Planet Dust, wydany w 1995 roku i sprzedany w Stanach Zjednoczonych liczbie 750 tysięcy egzemplarzy. Za promocję i sukces albumu odpowiadał Peter Wohelski, ściągnięty z Anglii w listopadzie 1994 roku i zatrudniony w wytwórni na stanowisku A&R.
W ciągu następnej dekady wytwórnia stała się głównym amerykańskim popularyzatorem brytyjskiej i europejskiej muzyki elektronicznej pomagając zdobyć popularność w Ameryce takim jej przedstawicielom jak: The Chemical Brothers, Fatboy Slim, Basement Jaxx, Cassius, Photek, Source Direct, Air, Röyksopp, µ-Ziq, a później David Guetta, Swedish House Mafia czy Nervo.

### Zmiany organizacyjne
W 1996 roku Caroline Records została sprzedana (razem z Astralwerks) przez swoją wytwórnię macierzystą, Virgin Records, firmie Thorn EMI. Thorn zaczął stopniowo eliminować z Caroline mniej dochodowe zespoły na rzecz zespołów elektronicznych, wchodzących w zakres zainteresowań Astralwerks.
Na początku 2007 roku EMI połączyła swoje amerykańskie wytwórnie: Astralwerks, Caroline Records i Internationally Known tworząc Capitol Music Group.
We wrześniu 2012 roku Universal Music Group kupił od EMI za 1,2 miliarda funtów spółkę Capitol Music Group i wytwórnie zgromadzone pod jej szyldem (w tym Astralwerks).

### Nowa siedziba

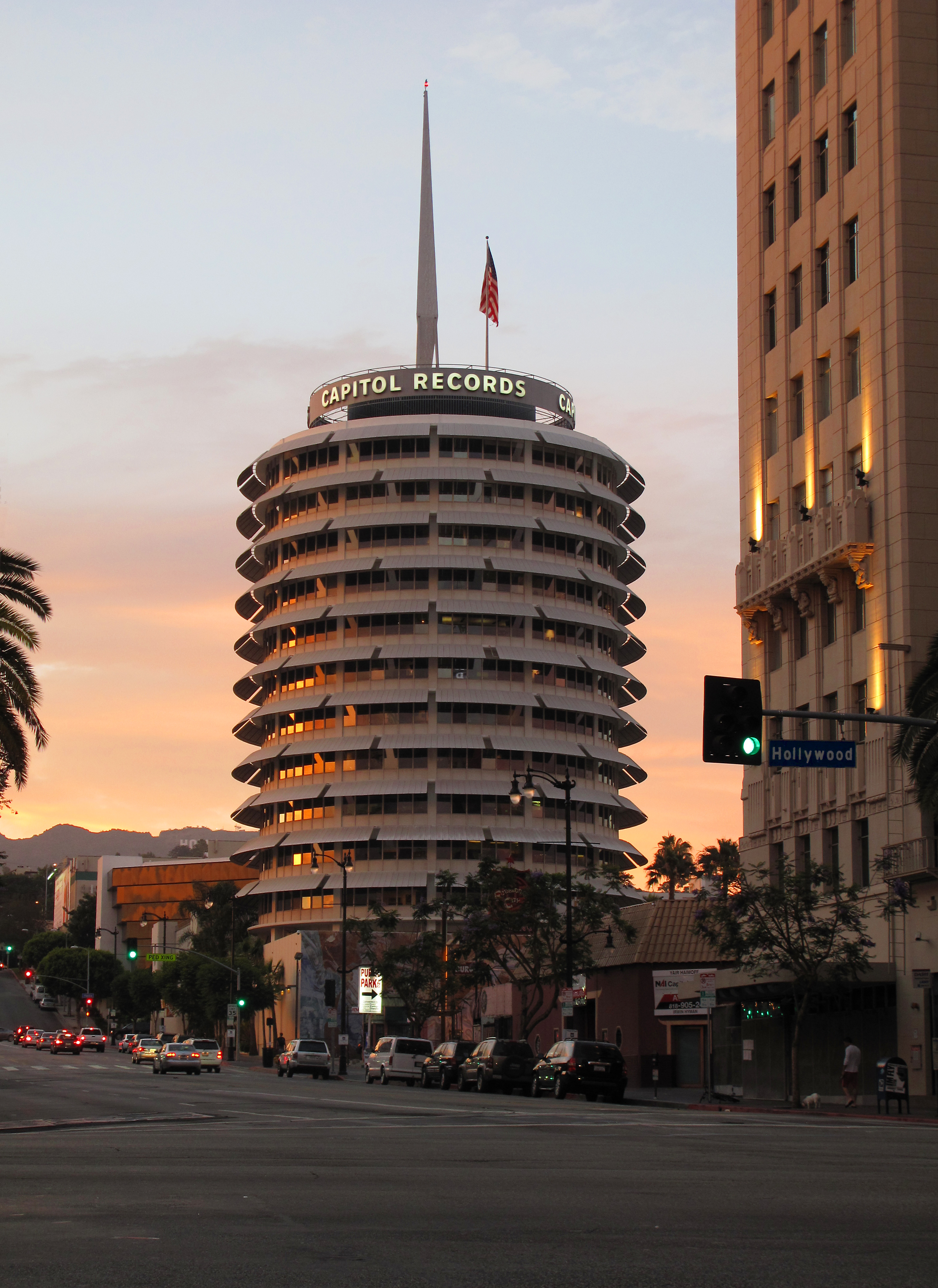
Capitol Tower, siedziba Astralwerk

W 2018 roku Astralwerks przeniosła swoją siedzibę do biurowca Capitol Tower w Los Angeles. Podpisała kontrakty z nowymi wykonawcami,  Illenium oraz duetem Axwell & Ingrosso. W październiku tego samego roku podpisała umowę ze streamerem Ninją na wydanie jego albumu kompilacyjnego, Ninjawerks. Album, zatytułowany ostatecznie Ninjawerks Vol. 1, wydany został 2 grudnia następnego roku wspólnym nakładem Astralwerks i UMG Recordings, Inc. i zawierał nagrania takich wykonawców jak: 3LAU, Tiësto, NOTD, Alesso, Tycho, Arty, Kaskade, Nero czy Dillon Francis.
We wrześniu 2019 roku podczas konferencji All That Matters w Singapurze zainaugurowano działalność Astralwerks Asia, oddziału wytwórni firmy zajmującego się muzyką elektroniczną w Azji. 18 sierpnia następnego roku na stanowisko jej szefa powołano Cindy Gu. Jednocześnie wytwórnia ogłosiła szczegóły dotyczące podpisania kontraktu z pierwszym artystą z regionu azjatyckiego – popularnym indonezyjskim zespołem EDM, Weird Genius. Od momentu założenia w 2016 roku zespół szybko zyskał uznanie fanów notując setki milionów odtworzeń strumieniowych na wszystkich platformach.
W lutym 2021 roku Astralwerks i Blue Note Records zainicjowały wspólny projekt, Bluewerks – nową serię kompilacji spod znaku lo-fi, w których electronica i downtempo będą łączyć się z brzmieniami inspirowanymi jazzem.
W maju 2022 roku zawarta została umowa partnerska między Live Nation Electronic Asia (azjatyckim oddziałem Live Nation zajmującym się elektroniczną muzyką taneczną), Astralwerks a wytwórnią Capitol Records China (założoną w marcu tego samego roku). Na mocy tej umowy Astralwerks i Capitol Records China będą współpracować przy wydawaniu i dystrybucji nagrań na całym świecie artystów i projektów należącej do Live Nation Electronic Asia wytwórni Fabled Records.
20 lipca 2023 roku Astralwerks podała do publicznej wiadomości informację o nawiązaniu partnerskiej współpracy z wytwórnią SIZE Records Steve’a Angello.

## Sukces komercyjny i nagrody
Do największych sukcesów komercyjnych Astralwerks należą single: „Happier” duetu Marshmello feat. Bastille z certyfikatem sześciokrotnej platynowej płyty, przyznany, przez RIAA, „Piece Of Your Heart” duetu MEDUZA & Goodboys z certyfikatem platynowej płyty i nominacją do nagrody Grammy oraz „Losing It” Fishera z certyfikatem złotej płyty.
Artyści nagrywający dla Astralwerks zgromadzili 30 nominacji do nagrody Grammy zdobywając sześć. 

## Artyści
Lista według wytwórni:

- Afrojack
- Alison Wonderland
- Arctic Lake
- Becky Hill
- Blue Werks
- Bob Moses
- Chris Lake
- Bru-C
- Duke Dumont
- Dillon Francis
- Fatboy Slim
- Empire of the Sun
- Jax Jones
- Gorgon City
- Jazzy
- Joy Anonymous
- Lavern
- Love.Shaun
- Michaël Brun
- Myrne
- Otr
- Rêve
- Sammy Virji
- SG Lewis
- Steve Angello
- Surf Mesa
- The Avalanches
- Topic
- Weird Genius
- Wakyin
- Zhu
- Young Franco